# Triglitz
Triglitz è un comune di 523 abitanti del Brandeburgo, in Germania. Appartiene al circondario (Landkreis) del Prignitz (targa PR) ed è parte della comunità amministrativa (Amt) di Putlitz-Berge.

## Geografia antropica

### Suddivisioni amministrative
Il territorio comunale si divide in 3 zone, corrispondenti al centro abitato di Triglitz e a 2 frazioni (Ortsteil):
- Triglitz (centro abitato), con la località:
  - Klein Triglitz
- Mertensdorf, con la località:
  - Schmarsow
- Silmersdorf, con la località:
  - Neu Silmersdorf